# Hedana gracilis
Hedana gracilis là một loài nhện trong họ Thomisidae.
Loài này thuộc chi Hedana. Hedana gracilis được Ludwig Carl Christian Koch miêu tả năm 1874.